# Jean-Sébastien Dea
Jean-Sébastien Dea (né le 8 février 1994 à Laval dans la province de Québec au Canada) est un joueur professionnel canadien de hockey sur glace.

## Biographie
Dea passe sa carrière junior avec les Huskies de Rouyn-Noranda en tant que joueur non repêché dans la LNH. Le 17 septembre 2013, il signe un contrat d'entrée de 3 ans avec les Penguins de Pittsburgh. 
À la fin de la saison 2016-2017, il est rappelé par le grand club et dispute son premier match en carrière dans la LNH, le 9 avril 2017. Il termine la rencontre avec un total de 2 minutes de punition dans une défaite de 3-2 face aux Rangers de New York. Après le match, il est cédé aux Penguins de Wilkes-Barre/Scranton pour prendre part aux séries éliminatoires dans la LAH.  
Le 21 août 2017, il signe une nouvelle entente de 1 an à deux volets avec Pittsburgh. Le 17 janvier 2018, il est rappelé par les Penguins et affronte les Ducks d'Anaheim. Le 23 janvier, il marque son premier but en carrière dans la LNH face aux Hurricanes de la Caroline. Après un séjour de 4 matchs, il est retourné à Wilkes-Barre/Scranton, le 26 janvier. 
Le 28 juin 2018, il paraphe un nouveau contrat de 1 an avec les Penguins. 
Le 28 septembre 2018, il est réclamé au ballottage par les Devils du New Jersey. Le 28 novembre, les Devils placent son nom au ballottage et il est réclamé, le lendemain, par les Penguins. Le 25 février 2019, il est à nouveau échangé par les Penguins cette fois vers les Panthers de la Floride en échange de Chris Wideman .

## Statistiques
| Saison    | Équipe                            | Ligue |                   | Saison régulière  | Saison régulière  | Saison régulière  | Saison régulière  | Saison régulière |    | Séries éliminatoires | Séries éliminatoires | Séries éliminatoires | Séries éliminatoires | Séries éliminatoires |
| Saison    | Équipe                            | Ligue | PJ                | B                 | A                 | Pts               | Pun               | PJ               | B  | A                    | Pts                  | Pun                  |                      |                      |
| 2011-2012 | Huskies de Rouyn-Noranda          | LHJMQ | 50                | 17                | 15                | 32                | 42                | 4                | 1  | 2                    | 3                    | 0                    |                      |                      |
| 2012-2013 | Huskies de Rouyn-Noranda          | LHJMQ | 68                | 45                | 40                | 85                | 59                | 14               | 12 | 9                    | 21                   | 24                   |                      |                      |
| 2013-2014 | Huskies de Rouyn-Noranda          | LHJMQ | 65                | 49                | 26                | 75                | 53                | 9                | 6  | 3                    | 9                    | 12                   |                      |                      |
| 2013-2014 | Penguins de Wilkes-Barre/Scranton | LAH   | 1                 | 0                 | 0                 | 0                 | 0                 | -                | -  | -                    | -                    | -                    |                      |                      |
| 2014-2015 | Penguins de Wilkes-Barre/Scranton | LAH   | 43                | 10                | 11                | 21                | 16                | 4                | 0  | 0                    | 0                    | 2                    |                      |                      |
| 2014-2015 | Nailers de Wheeling               | ECHL  | 14                | 4                 | 3                 | 7                 | 6                 | -                | -  | -                    | -                    | -                    |                      |                      |
| 2015-2016 | Penguins de Wilkes-Barre/Scranton | LAH   | 75                | 20                | 16                | 36                | 36                | 10               | 0  | 0                    | 0                    | 18                   |                      |                      |
| 2016-2017 | Penguins de Wilkes-Barre/Scranton | LAH   | 73                | 18                | 16                | 34                | 59                | 5                | 2  | 1                    | 3                    | 4                    |                      |                      |
| 2016-2017 | Penguins de Pittsburgh            | LNH   | 1                 | 0                 | 0                 | 0                 | 2                 | -                | -  | -                    | -                    | -                    |                      |                      |
| 2017-2018 | Penguins de Wilkes-Barre/Scranton | LAH   | 70                | 18                | 32                | 50                | 69                | 3                | 0  | 1                    | 1                    | 0                    |                      |                      |
| 2017-2018 | Penguins de Pittsburgh            | LNH   | 5                 | 1                 | 0                 | 1                 | 2                 | -                | -  | -                    | -                    | -                    |                      |                      |
| 2018-2019 | Penguins de Wilkes-Barre/Scranton | LAH   | 26                | 6                 | 16                | 22                | 40                | -                | -  | -                    | -                    | -                    |                      |                      |
| 2018-2019 | Devils du New Jersey              | LNH   | 20                | 3                 | 2                 | 5                 | 6                 | -                | -  | -                    | -                    | -                    |                      |                      |
| 2018-2019 | Penguins de Pittsburgh            | LNH   | 3                 | 1                 | 0                 | 1                 | 2                 | -                | -  | -                    | -                    | -                    |                      |                      |
| 2018-2019 | Thunderbirds de Springfield       | LAH   | 20                | 11                | 11                | 22                | 18                | -                | -  | -                    | -                    | -                    |                      |                      |
| 2019-2020 | Americans de Rochester            | LAH   | 57                | 15                | 24                | 39                | 32                | -                | -  | -                    | -                    | -                    |                      |                      |
| 2019-2020 | Sabres de Buffalo                 | LNH   | 3                 | 0                 | 0                 | 0                 | 0                 | -                | -  | -                    | -                    | -                    |                      |                      |
| 2020-2021 | Sabres de Buffalo                 | LNH   | 1                 | 0                 | 0                 | 0                 | 2                 | -                | -  | -                    | -                    | -                    |                      |                      |
| 2020-2021 | Americans de Rochester            | LAH   | 15                | 6                 | 9                 | 15                | 4                 | -                | -  | -                    | -                    | -                    |                      |                      |
| 2021-2022 | Rocket de Laval                   | LAH   | 70                | 26                | 26                | 52                | 42                | 15               | 4  | 4                    | 8                    | 6                    |                      |                      |
| 2022-2023 | Roadrunners de Tucson             | LAH   | 67                | 23                | 27                | 50                | 42                | 3                | 0  | 1                    | 1                    | 0                    |                      |                      |
| 2022-2023 | Coyotes de l'Arizona              | LNH   | 4                 | 0                 | 0                 | 0                 | 0                 | -                | -  | -                    | -                    | -                    |                      |                      |
| 2023-2024 | Metallourg Magnitogorsk           | KHL   | 18                | 3                 | 3                 | 6                 | 6                 | -                | -  | -                    | -                    | -                    |                      |                      |
| 2023-2024 | Neftekhimik Nijnekamsk            | KHL   | 27                | 7                 | 4                 | 11                | 8                 | -                | -  | -                    | -                    | -                    |                      |                      |
| 2024-2025 | Neftekhimik Nijnekamsk            | KHL   | Saison en cours ? | Saison en cours ? | Saison en cours ? | Saison en cours ? | Saison en cours ? |                  |    |                      |                      |                      |                      |                      |